# Stenothyrsus ridleyi
Stenothyrsus ridleyi är en akantusväxtart som beskrevs av C. B. Cl.. Stenothyrsus ridleyi ingår i släktet Stenothyrsus och familjen akantusväxter. Inga underarter finns listade i Catalogue of Life.